# Soqotrasminthurus
Genre
Soqotrasminthurus est un genre de collemboles de la famille des Sminthuridae.

## Distribution
Les espèces de ce genre sont endémiques de Socotra au Yémen.

## Liste des espèces
Selon Checklist of the Collembola of the World (version du 18 août 2019) :
- Soqotrasminthurus hadiboensis Bretfeld, 2005
- Soqotrasminthurus vanharteni Bretfeld, 2005

## Publication originale
- Bretfeld, 2005 : Collembola Symphypleona (Insecta) from the Republic of Yemen. Part 2: samples from the Isle of Socotra. Abhandlungen und Berichte des Naturkundemuseums Goerlitz, vol. 77, no 1, p. 1-56.